# Chipaque (kommun)
Chipaque är en kommun i Colombia.   Den ligger i departementet Cundinamarca, i den centrala delen av landet, 22 km söder om huvudstaden Bogotá. Antalet invånare är 8 395.